# Julien Hirsch

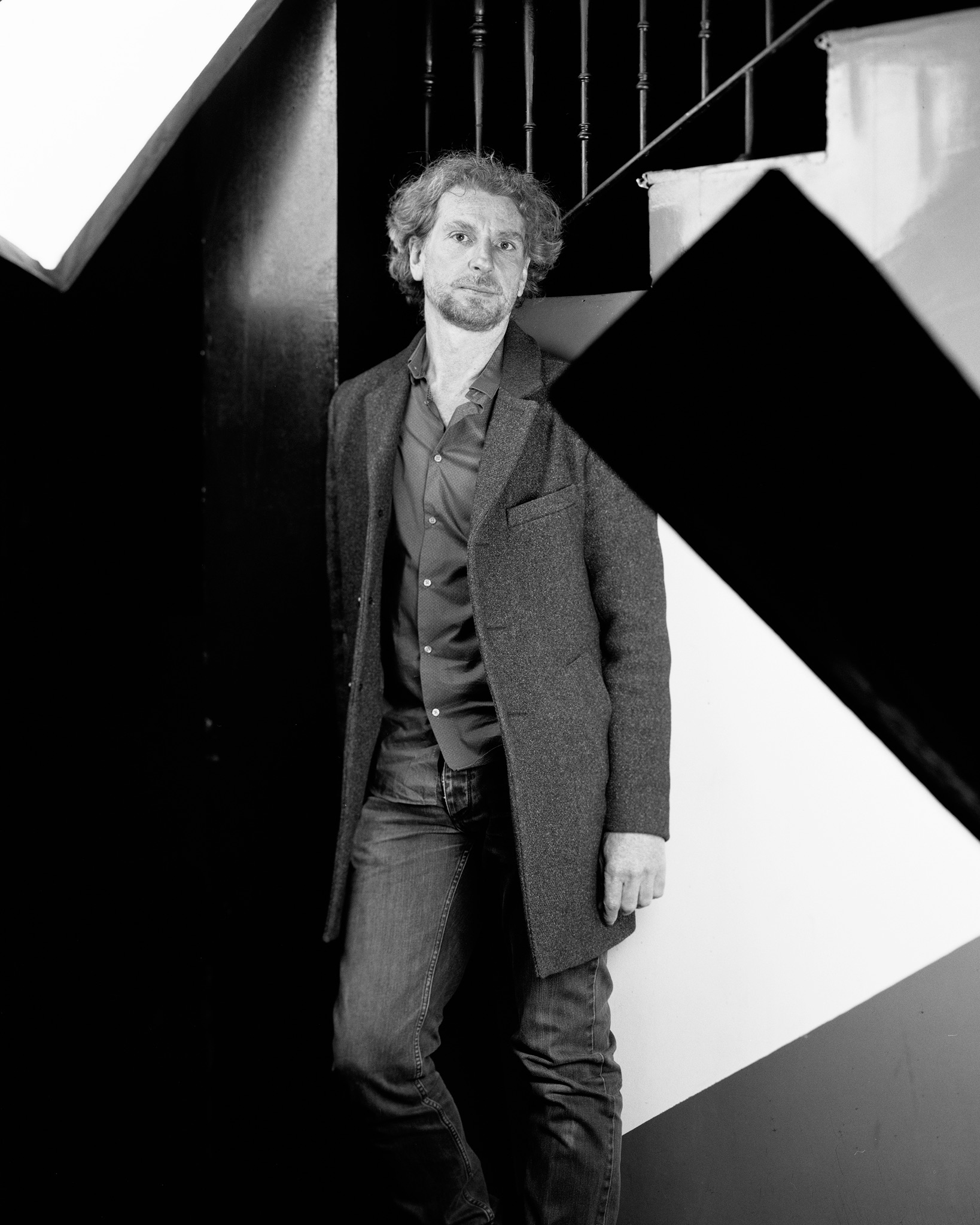
Julien Hirsch

Julien Hirsch (* 1. Oktober 1964 in Paris) ist ein französischer Kameramann.
Julien Hirsch absolvierte sein Kamera-Studium an der École Louis-Lumière bei Paris und ist seit Anfang der 1990er Jahre als Kameramann tätig. Er war bei über 60 Spielfilm- und Fernsehfilm-Produktionen beteiligt. 2007 wurde er für seine Arbeit bei Lady Chatterley mit den César für die Beste Kamera ausgezeichnet. 2012 wurde er für Der Aufsteiger nominiert.

## Filmografie (Auswahl)
- 1992: Die Wache (La sentinelle)
- 2002: Novo
- 2004: Changing Times (Les temps qui changent)
- 2006: Lady Chatterley (Lady Chatterley et l’homme des bois)
- 2007: Wir waren Zeugen (Les témoins)
- 2009: Korkoro
- 2010: Tief in den Wäldern
- 2011: Der Aufsteiger (L’exercice de l’état)
- 2011: Der Krieg der Knöpfe (La guerre des boutons)
- 2014: 3 Herzen (3 cœurs)
- 2015: Im Gleichgewicht (En équilibre)
- 2016: Mit Siebzehn (Quand on a 17 ans)
- 2018: Eva
- 2018: Abschied von der Nacht (L’Adieu à la nuit)
- 2018: Ein Volk und sein König (Un peuple et son roi)
- 2020: Eine Frau mit berauschenden Talenten (La daronne)
- 2021: Albatros
- 2022: La Syndicaliste
- 2024: Es liegt an dir, Chérie (Nous, les Leroy)